# Санні-Сайд (Джорджія)
Санні-Сайд (англ. Sunny Side) — місто (англ. city) в США, в окрузі Сполдінг штату Джорджія. Населення — 203 особи (2020).

## Географія
Санні-Сайд розташоване за координатами 33°20′36″ пн. ш. 84°17′30″ зх. д. / 33.34333° пн. ш. 84.29167° зх. д. (33.343226, -84.291719).  За даними Бюро перепису населення США в 2010 році місто мало площу 0,52 км², з яких 0,51 км² — суходіл та 0,01 км² — водойми.

## Демографія
Згідно з переписом 2010 року, у місті мешкали 134 особи в 55 домогосподарствах у складі 38 родин. Густота населення становила 257 осіб/км².  Було 64 помешкання (123/км²).
Расовий склад населення:
| - 95,5 % — білих - 3,0 % — чорних або афроамериканців - 1,5 % — осіб інших рас |

До двох чи більше рас належало 0,0 %. Частка іспаномовних становила 1,5 % від усіх жителів.
За віковим діапазоном населення розподілялося таким чином: 23,1 % — особи молодші 18 років, 63,5 % — особи у віці 18—64 років, 13,4 % — особи у віці 65 років та старші. Медіана віку мешканця становила 38,5 року. На 100 осіб жіночої статі у місті припадало 100,0 чоловіків;  на 100 жінок у віці від 18 років та старших — 102,0 чоловіків також старших 18 років.
Середній дохід на одне домашнє господарство  становив 39 211 долар США (медіана — 38 750), а середній дохід на одну сім'ю — 58 255 доларів (медіана — 51 875). За межею бідності перебувало 14,9 % осіб, у тому числі 4,8 % дітей у віці до 18 років та 22,2 % осіб у віці 65 років та старших.
Цивільне працевлаштоване населення становило 44 особи. Основні галузі зайнятості: освіта, охорона здоров'я та соціальна допомога — 18,2 %, транспорт — 13,6 %, виробництво — 11,4 %.